# Креп-сатин
Креп-сати́н — шелковая ткань из шелка-сырца в основе и крепа шелка-сырца в утке́, обычно гладкокрашенная, реже — набивная.
Креп-сатин обладает характерным блеском и мелкозернистой поверхностью. По внешнему виду более всего напоминает атлас: лицевая сторона — блестящая, гладкая; изнаночная сторона — матовая, зернистая.
Из креп-сатина шьют блузки и платья, как выходные, так и повседневные. Помимо одежды, креп-сатин используют при пошиве театральных и сценических занавесей, кулис, и т.п.